# پوسیدگی مغز
پوسیدگی مغز یا برین‌رات یک اصطلاح عامیانه است که برای توصیف محتوای اینترنتی با کیفیت یا ارزش پایین یا اثرات منفی (روانی، شناختی و غیره) ناشی از آن استفاده می‌شود. همچنین به‌عنوان یک توصیفگر روان‌شناختی، به گذراندن مقدار زیادی از زمان صرف شده در فضای آنلاین، با زوال احتمالی توانایی شناختی و بازهٔ توجه اشاره دارد. این اصطلاح از اوایل سال ۲۰۰۴ به‌صورت آنلاین مورد استفاده قرار گرفت، اما در سال ۲۰۲۳ محبوبیت خود را افزایش داد و به یک الگوی رفتاری اینترنتی تبدیل شد.
اصطلاح برین‌رات اغلب برای توصیف فرهنگ اینترنتی نسل آلفا توسط کسانی که این نسل را بسیار درگیر شبکه‌های مجازی می‌دانند استفاده می‌شود. این اصطلاح با اصطلاح‌هایی دیگر مانند «اسکیبیدی» (اشاره به اسکیبیدی توالت)، «ریز» (مخفف کاریزما)، «گیات» (اشاره به باسن فرد)، و «فنوم تکس» (عمل دزدیدن غذا).
فاطمه پیمان، سیاستمدار استرالیایی، در سخنرانی خود، که توسط یکی از کارکنان جوان‌تر خود، عزرا اسما نوشته شده بود، از بعضی از اصطلاحات عامیانه نسل آلفا استفاده کرد که باعث شد «برین‌رات» نامیده شود.